# Паркинсон, Тесса
Тесса Паркинсон (англ. Tessa Parkinson; род. 22 сентября 1986, Перт, Австралия) — австралийская яхтсменка, выступающая в классе гоночных яхт 470. В 2008 году завоевала золотые медали на Олимпийских играх.
Не замужем.

## Спортивная карьера
Парусным спортом занялась в возрасте 8 лет.
Впервые приняла участие в соревнованиях в возрасте 10 лет в 1997 году.
Первое выигранное соревнование в 2000 году.
Травм не имеет.

## Статистика

### 470
Выступает с Речичи, Элис.
| Соревнование/Год            | 2008 |
| --------------------------- | ---- |
| Летние Олимпийские игры     | 1    |
| Чемпионат мира в классе 470 | 3    |